# Ciencias de la religión

Diversos símbolos de religiones.

Las ciencias de la religión, también conocidas como estudios religiosos, se refieren al análisis científico, imparcial y multidisciplinario de las diversas religiones. Este campo abarca una amplia gama de aspectos, que incluyen mitos, rituales, valores, actitudes, comportamientos, doctrinas, creencias e instituciones religiosas. Es importante destacar que las ciencias de la religión no deben confundirse con el adoctrinamiento, la formación religiosa, la educación religiosa o la enseñanza de la religión, que suelen dirigirse a la población en general, especialmente durante la infancia, a través de prácticas como la catequesis, las escuelas dominicales o las madrasas. Tampoco deben confundirse con la formación específica para religiosos o la carrera eclesiástica, que está reservada para el clero y se realiza en instituciones como los seminarios.
Aunque no existe un consenso ampliamente aceptado sobre la definición de religión, en el ámbito de las disciplinas conocidas como ciencias de la religión, el enfoque se centra en la descripción e interpretación de los fenómenos comúnmente considerados como religiosos, conocido como el «hecho religioso». Este enfoque, especialmente desde una perspectiva comparativa, pone un énfasis particular en la sistematización de su estudio y su fundamento en datos históricos y otros hechos verificables. Este análisis se lleva a cabo de manera imparcial para alcanzar conclusiones objetivas.
Desde esta perspectiva, la ciencia de la religión se presenta como un campo de estudio profundamente multidisciplinario. No solo abarca, sino que también sistematiza las conclusiones derivadas de una variedad de disciplinas, que incluyen la filosofía, la filología, la historia, la arqueología, la antropología, la sociología, la psicología y, en tiempos más contemporáneos, incluso la neurobiología y otras ciencias cognitivas.
El estudio de las ciencias de la religión empezó a desarrollarse de forma sistemática en el siglo XIX en Europa, coincidiendo con el auge de los análisis filológico-históricos de la Biblia (conocido como crítica textual), así como de textos hindúes y budistas que se tradujeron por primera vez a lenguas europeas. Entre los pioneros de este movimiento se destacan figuras como Friedrich Max Müller en Inglaterra y Cornelis Petrus Tiele en los Países Bajos.
Entre las disciplinas precursoras de las ciencias de la religión, se destaca el estudio comparativo de las religiones, conocido a veces como religión comparada, mitología comparada o teología comparada. En los Estados Unidos, también se utilizó el término History of Religions («historia de las religiones») en un sentido amplio, que no se limitaba únicamente a los aspectos historiográficos. Estas tradiciones metodológicas se desarrollaron especialmente en la Universidad de Chicago, por el trabajo de figuras como Mircea Eliade, desde finales de la década de 1950 hasta los años 80 del siglo XX.
En la actualidad, en el ámbito académico anglosajón, prevalece el término Religious Studies («estudios religiosos»), mientras que en francés y alemán se utilizan las denominaciones Science des religions y Religionswissenschaft («ciencia de las religiones»).

## Etimología
El término religión tiene su origen en el sustantivo latino religio, el cual se deriva de uno de tres verbos: relegere (observar concienzudamente), religare (atar uno mismo [atrás]) y reeligere (volver a elegir). Debido a estas tres posibles interpretaciones, un análisis etimológico por sí solo no resuelve la ambigüedad en la definición de religión, ya que cada verbo sugiere una comprensión distinta de lo que implica la religión. Durante la Edad Media, el término religioso se utilizaba como sustantivo para describir a alguien que se había unido a una orden monástica.

## Definición de religión

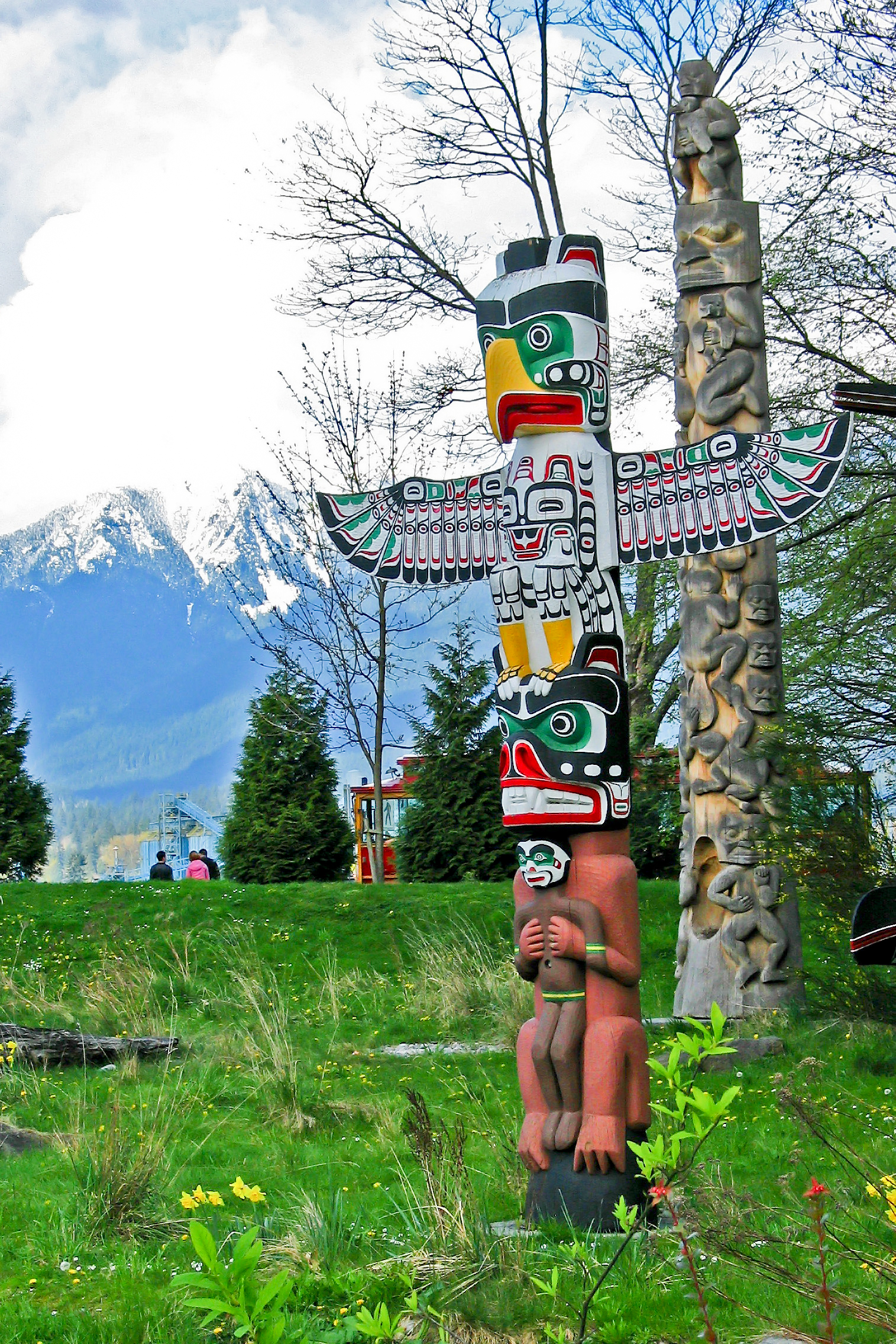
Los tótems reflejan las creencias de los pueblos indígenas de la costa noroeste del Pacífico; algunos estudiosos de estudios religiosos argumentan que el término religión está demasiado centrado en Occidente para abarcar las creencias y prácticas de comunidades como estas

A lo largo de la historia de los estudios religiosos, se han realizado numerosos intentos para definir el término religión. Muchos de estos esfuerzos han adoptado un enfoque monotético, que busca identificar un elemento clave y esencial compartido por todas las religiones, considerado necesario para clasificar algo como religión. Dentro de este enfoque, existen dos formas de definición: las «sustantivas», que buscan identificar un núcleo específico como el corazón de la religión, como la creencia en un Dios o dioses, o un énfasis en el poder; y las «funcionales», que definen la religión en términos de sus funciones para los seres humanos, argumentando, por ejemplo, que existe para mitigar el miedo a la muerte, unir a una comunidad o reforzar el control de un grupo sobre otro.
Además, existen otras formas de definición denominadas politéticas, que elaboran una lista de características comunes a la religión. En esta perspectiva, no se requiere una característica común a todas las formas de religión.
Lo más complicado radica en que existen varias visiones del mundo secular, como el nacionalismo y el marxismo, que comparten muchas de las características que comúnmente se asocian con la religión, pero rara vez se consideran como tales.
Por otro lado, algunos estudiosos de los estudios religiosos han argumentado que la disciplina debería rechazar por completo el término «religión» y dejar de intentar definirlo. Desde esta perspectiva, se sostiene que «religión» es un concepto occidental que simplemente no es adecuado para describir actividades tan diversas y complejas, con objetivos tan heterogéneos. Según el académico de religión Russell T. McCutcheon, «muchos de los pueblos que estudiamos a través de esta categoría no tienen ningún término o concepto equivalente en absoluto». Por ejemplo, no existe una palabra para «religión» en idiomas como el sánscrito.

## Base intelectual y antecedentes
Antes de que los estudios religiosos se consolidaran como un campo independiente y floreciente en los Estados Unidos a finales de la década de 1960, varias figuras intelectuales clave exploraron la religión desde diversas perspectivas. Entre ellas, destaca el famoso pragmático William James, cuyas conferencias Gifford de 1902 y su obra, Las variedades, de la experiencia religiosa abordaron la religión desde una perspectiva psicológico-filosófica y continúan siendo influyentes en la actualidad. Su ensayo La voluntad de creer defendió la racionalidad de la fe.
Max Weber, por otro lado, examinó la religión desde una perspectiva económica en su obra más célebre, La ética protestante y el espíritu del capitalismo (1904-1905). Como una figura destacada en el ámbito de la sociología, su influencia se ha sentido en los sociólogos posteriores de la religión. Asimismo, Émile Durkheim sigue siendo una figura influyente como uno de los padres fundadores de la sociología. En su obra Suicidio, exploró las actitudes y doctrinas protestantes y católicas respecto al suicidio. En 1912, publicó su obra más destacada sobre religión, Las formas elementales de la vida religiosa.

## Ciencias de la religión y teología

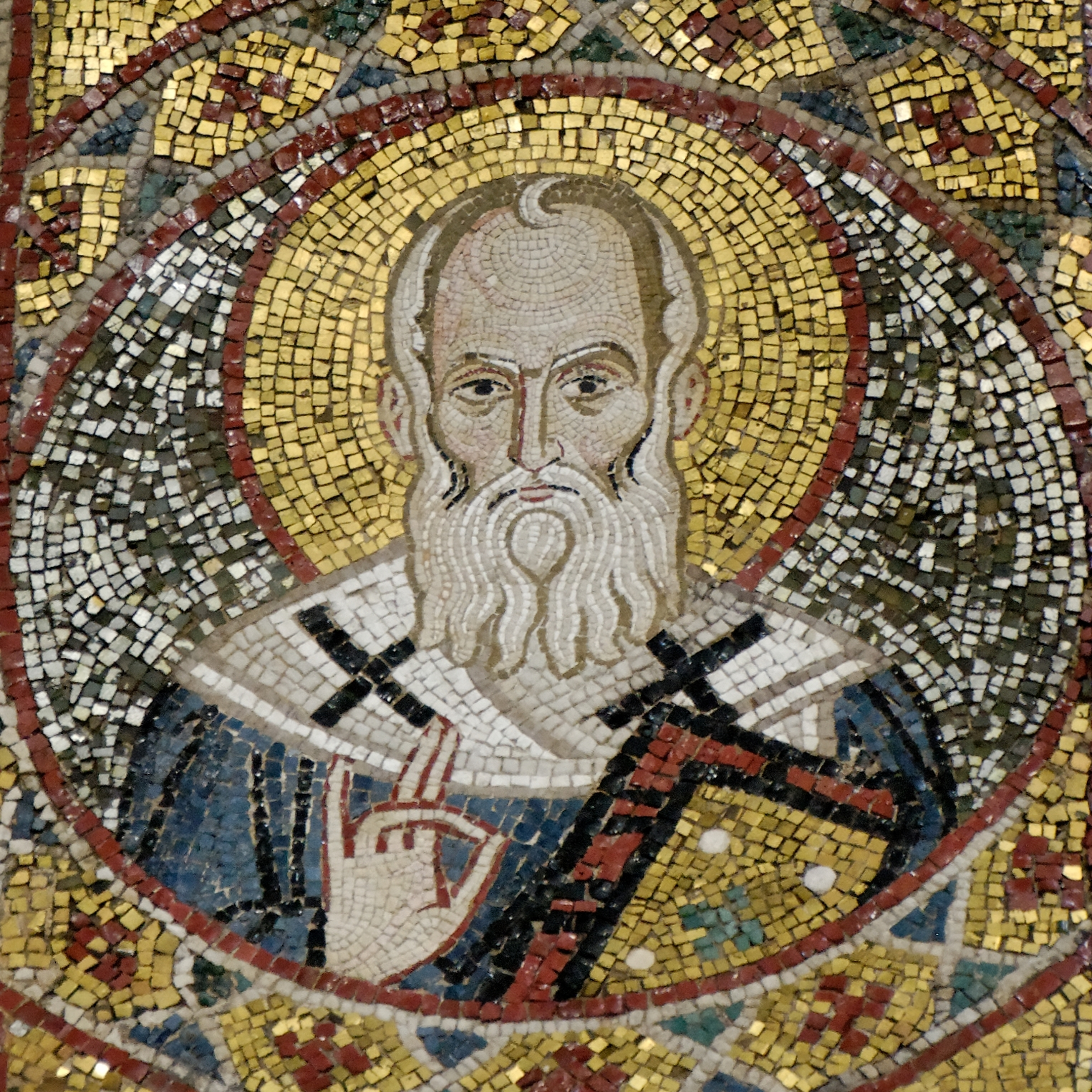
San Gregorio Nacianceno el Teólogo, uno de los Padres de la Iglesia orientales, en un mosaico bizantino.

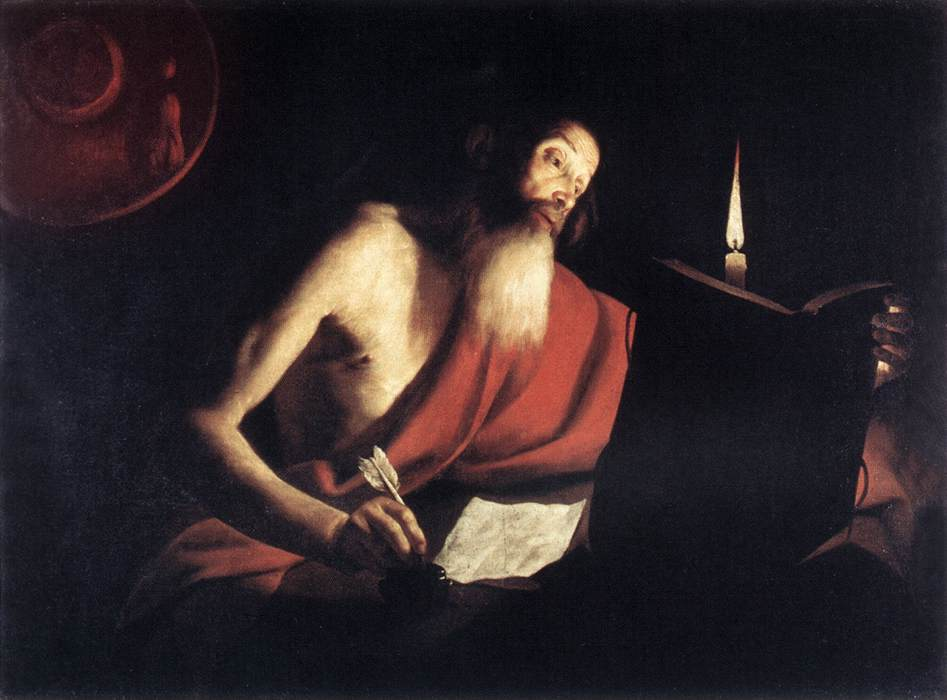
San Jerónimo, uno de los Padres de la Iglesia occidentales, traduciendo la Biblia al latín (Vulgata), en un óleo de Trophime Bigot.

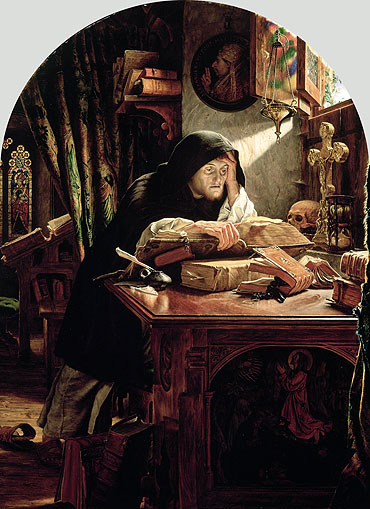
Lutero en Erfurt, encontrando argumentos bíblicos para la doctrina de la justificación por la fe. Óleo de Joseph Noel Paton.

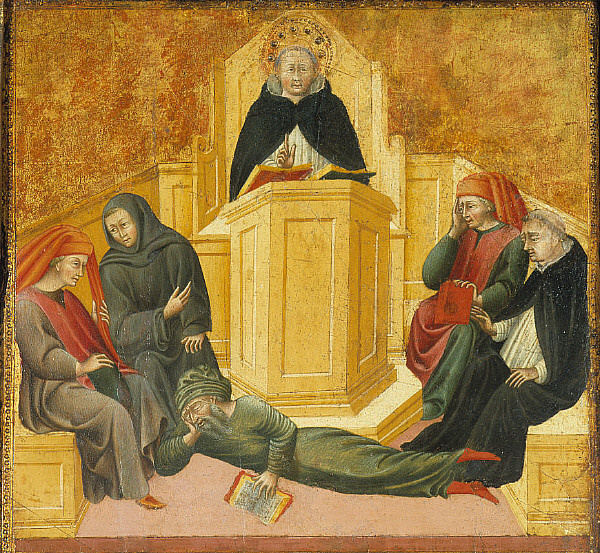
Santo Tomás de Aquino triunfa sobre un abatido Averroes ante un auditorio universitario compuesto por dos laicos y dos religiosos (uno con hábito de dominico -como el propio Tomás- y otro franciscano o agustino), en una tabla de Giovanni di Paolo.

Las ciencias de la religión y la teología se diferencian entre sí respecto el objeto de su estudio y respecto del enfoque de base de ambas.
En tanto que disciplinas de carácter científico, las ciencias de la religión estudian el fenómeno religioso desde afuera, con la perspectiva que da la consideración de un objeto de estudio desde el punto de vista del observador, no del observado; aunque también consideren necesariamente, por razones metodológicas, la imagen que el observado tiene de sí mismo desde adentro (alternancia entre las perspectivas emic y etic)
Las ciencias de la religión no se identifican con el objeto de su estudio, ni lo justifican, ni se ocupan de ponderar su valor intrínseco ni asumen como propias las verdades transcendentes de una u otra religión. Por el contrario, se ocupan de la investigación y sistematización de los aspectos observables de todas las religiones por igual, con referencia a su contexto histórico.
El investigador científico no tiene por qué ser ateo, y es indiferente que sea o no creyente de las religiones que estudia, ante las que debe desprenderse de todo prejuicio, buscando la objetividad; y entiende que, en buena práctica científica, cualquier dato, proceso o conclusión obtenidos de su trabajo son provisionales y están sometidos a falsación. Para la teología, por el contrario, no puede haber contradicción entre la realidad o la lógica y el texto sagrado (que por su propia naturaleza es verdad revelada, y no puede ser falso ni contradictorio), lo que se presenta como una evidencia a priori. El teólogo es fundamentalmente un creyente.
Las teologías se definen respecto de una religión en particular, y respecto de las divisiones internas de cada una, incluso aunque puedan influirse mutuamente o estar emparentadas históricamente (teología judaica, teología cristiana -teología católica, teología ortodoxa, teología protestante, teología luterana, teología calvinista-, teología islámica -teología sunita, teología chiita-, teología budista, teología hinduista, teología sintoísta). Dentro de un determinado marco teológico se forman especialistas (sacerdotes, pastores, teóricos laicos, profesores de una religión en particular, predicadores, etc.) Para las ciencias de la religión, estos son a su vez objetos de estudio en tanto que actores o difusores de una creencia particular.
La diferencia no radica tan solo en el gran objeto de estudio, respecto del cual existen superposiciones, sino también en cuanto a una actitud inicial diferente: para el científico de la religión, cada religión no es más que una religión entre tantas otras. Pero, para un teólogo de esa religión, el análisis de una cuestión religiosa problemática debe hacerse desde la perspectiva propia frente a la ajena -identidad y alteridad-, partiendo de un presupuesto irrenunciable: que los fundamentos y conclusiones de su propia religión son los verdaderos, y que incluso, en algunos casos, cuando se fijan como dogmas, están fuera de toda discusión, controversia o reexamen, siendo únicamente objeto de una posible defensa o apologética. Que un teólogo tenga una crisis de fe, que le lleve incluso a cambiar de religión, o a fundar una nueva, no depende de un proceso racional, sino vivencial; es un acontecimiento espiritual, no científico; y supone un cisma, no un cambio de paradigma. El lugar propio de la teología es la Iglesia como comunidad de fe (cristiandad, umma), y de ello se deriva que la Iglesia tiene que poder establecer de forma autorizada criterios para la reflexión teológica, tanto si son rígidos como si son abiertos (magisterio de la Iglesia, sacerdocio universal y libre interpretación de la Biblia, etc.) Tales posturas conllevan necesariamente implicaciones metodológicas diferentes, pero cualquiera de ellas, incluso la del ecumenismo, es también radicalmente divergente al de las ciencias de la religión, que no solo considera todas las religiones en un pie de igualdad, sino que no se vincula a ellas. Incluso aunque los estudios teológicos no excluyan los métodos científicos, el hecho de que su empleo se vincule indisociablemente al cuerpo doctrinario de una profesión de fe en particular, hace que la cientificidad de la teología sea, para ella misma, un rasgo meramente instrumental, no esencial (philosophia ancilla theologiae, traducido como «la filosofía es esclava de la teología»).

## Historia

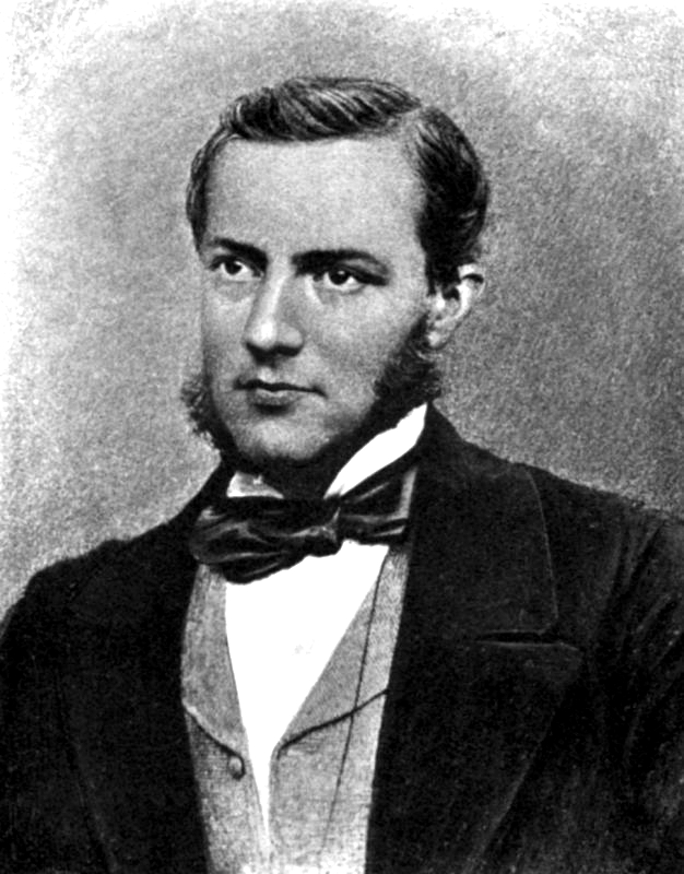
Max Müller; el primer profesor de Filología Comparada en la Universidad de Oxford y autor de Introducción a la Ciencia de la Religión.

El interés en el estudio general de la religión se remonta al menos a Hecateo de Mileto (c. 550 a. C. - c. 476 a. C.) y Heródoto (c. 484 a. C. - 425 a. C.). Más tarde, durante la Edad Media, eruditos islámicos como Ibn Hazm (d. 1064 d. C.) estudiaron a Persas, Judíos, cristianos, y religiones indias, entre otros. La primera historia de la religión fue el Tratado sobre las sectas religiosas y filosóficas (1127 d. C.), escrito por el erudito musulmán Muhammad al-Shahrastani. Pedro el Venerable, también trabajando en el siglo XII, estudió el Islam e hizo posible una traducción latina del Corán.
A pesar del largo interés en el estudio de la religión, la disciplina académica Estudios Religiosos es relativamente nueva. El Dr. Christopher Partridge señala que «las primeras cátedras se establecieron tan recientemente como en el último cuarto del siglo XIX». Archivado el 7 de octubre de 2006 en Wayback Machine.
En el siglo XIX, el estudio de la religión se hacía a través de los ojos de la ciencia. Max Müller fue el primer profesor de Filología Comparada en la Universidad de Oxford, una cátedra creada especialmente para él. En su Introducción a la ciencia de la religión (1873) escribió que es «el deber de aquellos que han dedicado su vida al estudio de las principales religiones del mundo en sus documentos originales, y que valoran y reverencian en cualquier forma que se presente, para tomar posesión de este nuevo territorio en nombre de la verdadera ciencia».
Muchos de los eruditos clave que ayudaron a establecer el estudio de la religión no se consideraban a sí mismos eruditos de estudios religiosos, sino más bien teólogos, filósofos, antropólogos, sociólogos, psicólogos e historiadores.
Partridge señala que en la segunda mitad del siglo XX, el estudio de la religión emergió como un campo prominente e importante de investigación académica. Destaca la creciente desconfianza en el empirismo del siglo XIX y el creciente interés en las religiones y espiritualidades no cristianas, así como la convergencia entre el trabajo de los científicos sociales y los estudiosos de la religión, como factores clave en el surgimiento de los estudios religiosos.
Una de las primeras instituciones académicas en la que los Estudios Religiosos se presentaron como un tema distintivo fue University College Ibadan, ahora parte de la Universidad de Ibadán, donde Geoffrey Parrinder fue nombrado profesor de Estudios Religiosos en 1949.
En las décadas de 1960 y 1970, el término estudios religiosos se volvió común y el interés en el campo aumentó significativamente. Se establecieron nuevos departamentos y se lanzaron revistas influyentes de estudios religiosos (por ejemplo, «Estudios religiosos y religión»). En el prólogo de Enfoques al estudio de la religión, Ninian Smart escribió que en el mundo de habla inglesa los estudios religiosos datan básicamente de la década de 1960, aunque antes de eso existían campos como «el estudio comparativo de la religión», la historia de la religión, la sociología de la religión, etc.
En la década de 1980, tanto en Gran Bretaña como en América, la disminución de solicitudes de estudiantes y la reducción de recursos en la década de 1980 llevaron a recortes que afectaron a los departamentos de estudios religiosos (Partridge). Sin embargo, más adelante en la década, los estudios religiosos comenzaron a recuperarse como resultado de la integración de esta disciplina con otras y la creación de programas de estudio que combinaban la disciplina con un enfoque más utilitario.
La filosofía de la religión emplea herramientas filosóficas para evaluar afirmaciones y doctrinas religiosas. Tradicionalmente, la filosofía occidental ha sido utilizada por académicos de habla inglesa (aunque otras culturas tienen sus propias tradiciones filosóficas, como la india, musulmana y judía). Los problemas comunes considerados por la filosofía (occidental) de la religión incluyen la existencia de Dios, la creencia y la racionalidad, la cosmología y las inferencias lógicas de textos sagrados.
Aunque la filosofía ha sido utilizada durante mucho tiempo para evaluar afirmaciones religiosas (por ejemplo, Agustín y el debate de Pelagio sobre el pecado original), el surgimiento de la escolástica en el siglo XI, que representó la búsqueda de orden en la vida intelectual (Russell, 170), integró más completamente la tradición filosófica occidental (con la introducción de traducciones de Aristóteles) en el estudio religioso.

## Ciencias de la religión y filosofía de la religión

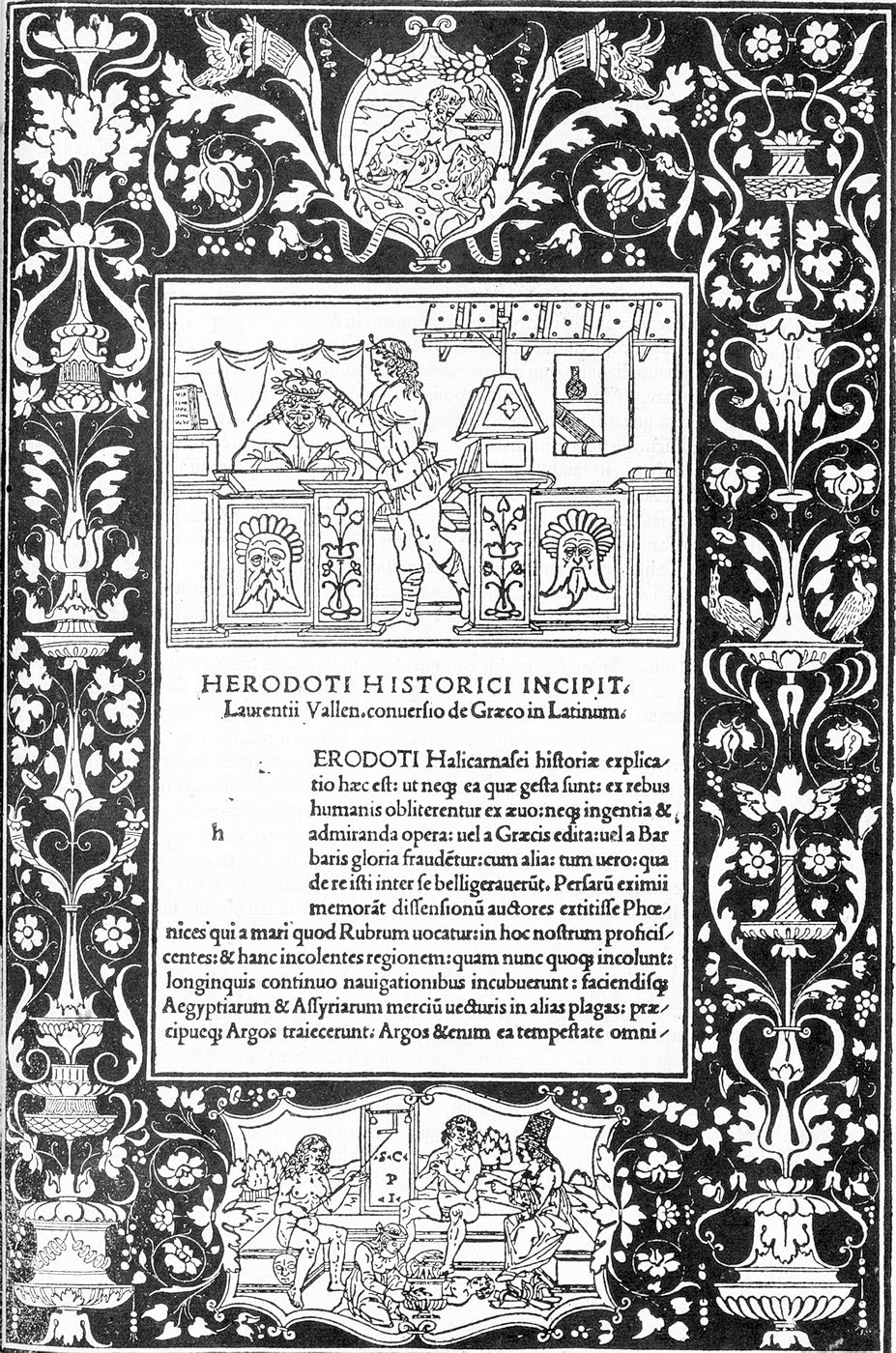
Edición latina del siglo XV de la obra de Heródoto Historias. Refiriéndose al templo de Marduk en Babilonia, dice: Este templo, que todavía duraba en mis días, es cuadrado y cada uno de sus lados tiene dos estadios. En medio de él se va fabricada una torre maciza que tiene un estadio de altura y otro de espesor. Sobre esta se levanta otra segunda, después otra tercera, y así sucesivamente hasta llegar al número de ocho torres. Alrededor de todas ellas hay una escalera por la parte exterior, y en la mitad de las escaleras un rellano con asientos, donde pueden descansar los que suben. En la última torre se encuentra una capilla, y dentro de ella una gran cama magníficamente dispuesta, y a su lado una mesa de oro. No se ve allí estatua ninguna, y nadie puede quedarse de noche, fuera de una sola mujer, hija del país, a quien entre todas escoge el Dios, según refieren los Caldeos, que son sus sacerdotes. Dicen también los Caldeos (aunque yo no les doy crédito) que viene por la noche el Dios y la pasa durmiendo en aquella cama, del mismo modo que sucede en Tébas del Egipto, como nos cuentan los egipcios, en donde duerme una mujer en el templo de Júpiter tebano. En ambas partes aseguran que aquellas mujeres no tienen allí comunicación con hombre alguno. También sucede lo mismo en Pátara de la Licia, donde la sacerdotisa, todo el tiempo que reside allí el oráculo, queda por la noche encerrada en el templo.

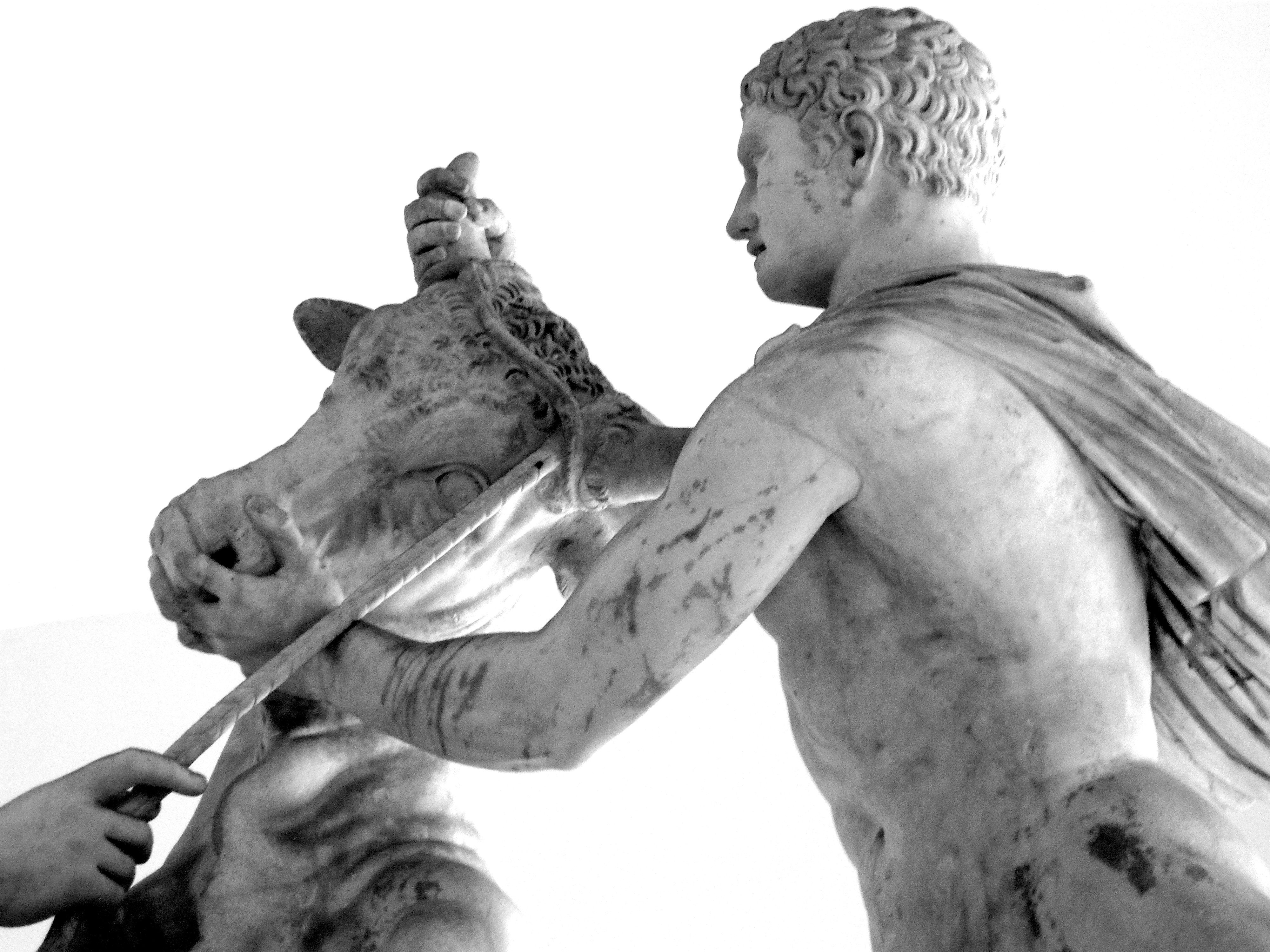
Chatos, negros: así ven los etíopes a sus dioses. / De ojos azules y rubios: así ven a sus dioses los tracios. / Pero si los bueyes y los caballos y leones tuvieran manos, / manos como las personas, para dibujar, para pintar, para crear una obra de arte, / entonces los caballos pintarían a los dioses semejantes a los caballos, los bueyes / semejantes a bueyes, y a partir de sus figuras crearían / las formas de los cuerpos divinos según su propia imagen: cada uno según la suya. Jenófanes, Fragmentos 15 y 16. La ilustración es un detalle del Toro Farnese, escultura helenística.

## Antecedentes históricos
La consideración de la religión como un objeto de estudio, y la perspectiva comparativa de distintas religiones, se remonta por lo menos a la Grecia arcaica (Jenófanes, Hecateo de Mileto -siglo VI a. C.-) y clásica (Heródoto -siglo V a. C.-).
Entre los romanos, Cicerón analizó el fenómeno religioso en De natura deorum («Sobre la naturaleza de los dioses», 45 a. C.) desde una perspectiva más filosófica que científica (una crítica al epicureismo).
En la Edad Media, investigadores islámicos estudiaron las creencias y prácticas religiosas zoroastriananas, judías y cristianas. La primera historia de las religiones que se conoce es el monumental Kitab al–Milal wa al-Nihal («El Libro de los credos y las sectas») de Muhammad al-Shahrastani (1127). En la cristiandad latina Pedro el Venerable (abad de Cluny en la primera mitad del siglo XII) se interesó por el estudio del islam y encargó una traducción latina del Corán.

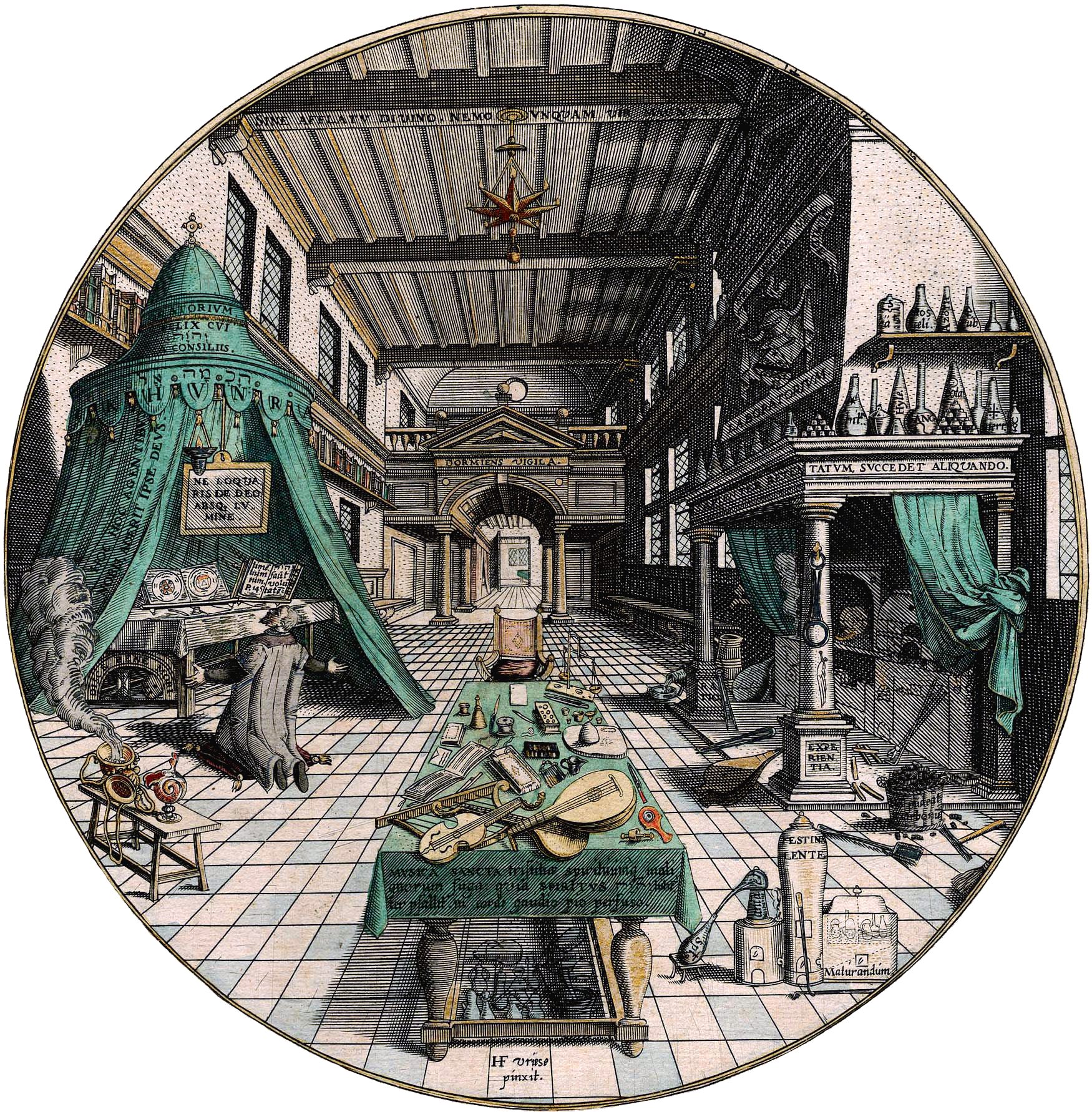
El laboratorio del alquimista. En la viga del techo se encuentra la inscripción: SINE AFFLATU DIVINO, NEMO VNQUAM VIR MAGNUS («sin inspiración divina, no hay hombre grande»), cita de De natura deorum de Cicerón.
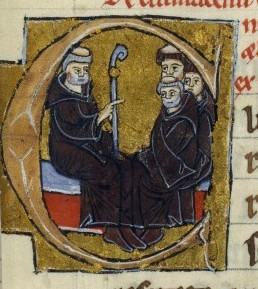
Pedro el Venerable instruye a sus monjes, en la miniatura de una letra capitular.
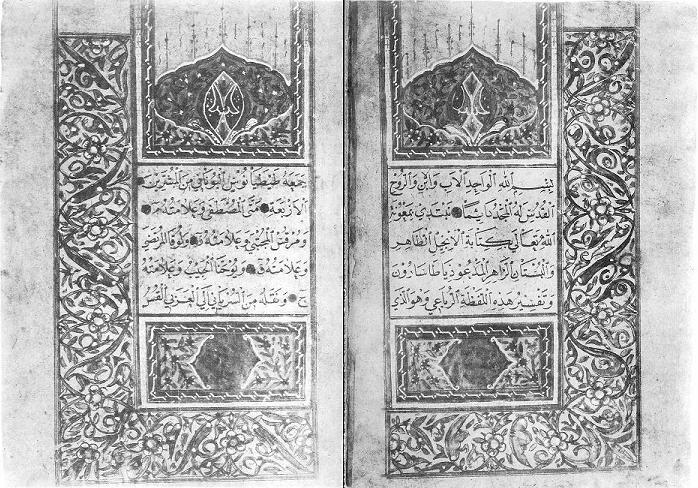
Traducción del siríaco al árabe del Diatessaron de Taciano. Abul Faraj Al Tayyeb, siglo XI.

## La religión en las ciencias sociales entre los siglosXIXyXX
El estudio de las religiones en tanto que disciplina académica autónoma es relativamente reciente, y su mayor extensión no se produjo hasta los años 1960 en Estados Unidos, con la presencia destacada de Mircea Eliade en la Universidad de Chicago (1957-1986), que definió el concepto de lo numinoso. El movimiento fue favorecido por el creciente interés que suscitaban en Occidente las religiones no cristianas, que provenía del exotismo y orientalismo propios del romanticismo del siglo XIX y se intensificó desde el primer tercio del siglo XX con la crisis de valores producida por la revolución relativista, la Primera Guerra Mundial, los nuevos movimientos sociopolíticos (totalitarismos soviético y fascista), la crisis de 1929 y la pérdida de confianza en la idea de progreso. Históricamente, estuvo precedido por la convergencia entre los trabajos eruditos de filólogos, investigadores de distintas ciencias sociales y los específicamente dedicados a la religión, que se produjo a lo largo del siglo XIX.
Las primeras cátedras universitarias donde comenzó a estudiarse la religión bajo un ángulo científico fueron establecidas a partir del último cuarto del siglo XIX. Max Müller fue el primer profesor de estudio comparativo de las religiones en la Universidad de Oxford, en una cátedra creada especialmente para él, primero con la denominación de Comparative Philology («filología comparada») y luego con la de Comparative Theology («teología comparada», 1868-1875). Su obra más trascendental fue un vasto proyecto de edición crítica de fuentes, que se continuó después de su muerte: The sacred books of the East («Los libros sagrados de Oriente», 1879-1910). Su conferencia Gifford de 1888 sobre Science of religion («ciencia de la religión») suscitó un sonado escándalo intelectual y religioso.
Cuando, el 1 de octubre de 1877, el gobierno holandés sustituyó la cátedra de Teología del Estado por la de Ciencia de las Religiones, Cornelis Petrus Tiele ocupó ese puesto. Tiele propuso deslindar la historia de las religiones (que buscaría la evolución) del ámbito que define como hierología (o sea, ciencia de lo sagrado, que buscaría la esencia de lo religioso).
En Alemania se conformó una disciplina institucionalmente autónoma desde 1912 con la fundación del Religionswissenschaftliches Institut («Instituto científico de las religiones») en la Universidad de Leipzig, dirigido por el sueco Nathan Söderblom hasta 1914 (posteriormente se le otorgó el Premio Nobel de la Paz).
Antes de que los Religious Studies («estudios religiosos») se instauraran como disciplina académica, muchas figuras intelectuales claves de las nacientes ciencias sociales exploraron las religiones desde las más variadas perspectivas. Marx analizó la religión desde el punto de vista de su interpretación de la historia. Freud hizo lo propio desde el psicoanálisis. Frazer intentó definir los elementos antropológicos comunes de las creencias religiosas y el concepto de lo mágico en The Golden Bough: A Study in Magic and Religion («La rama dorada: Un estudio sobre magia y religión», 1890-1915). William James publicó su conferencia Gifford de 1902 con el título The Varieties of Religious Experience («Las variedades de la experiencia religiosa»), donde examinó la religión desde un ángulo psico-filosófico; y en su ensayo The will to believe («El deseo de creer») defendía la racionalidad de la fe. Max Weber, uno de los fundadores de la sociología como ciencia, estudió la religión desde una perspectiva sociológico-económica en Die protestantische Ethik und der 'Geist' des Kapitalismus («La ética protestante y el espíritu del capitalismo», 1904). Émile Durkheim, otro de los fundadores de la disciplina, exploró las actitudes y doctrinas protestantes y católicas respecto al suicidio en Le Suicide («El suicidio», 1897); y en 1912 publicó su obra cumbre Les Formes élémentaires de la vie religieuse («Las formas elementales de la vida religiosa»).

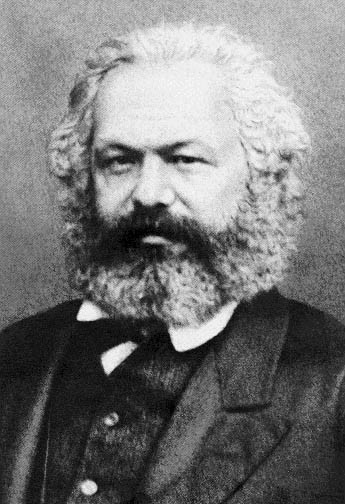
Karl Marx.
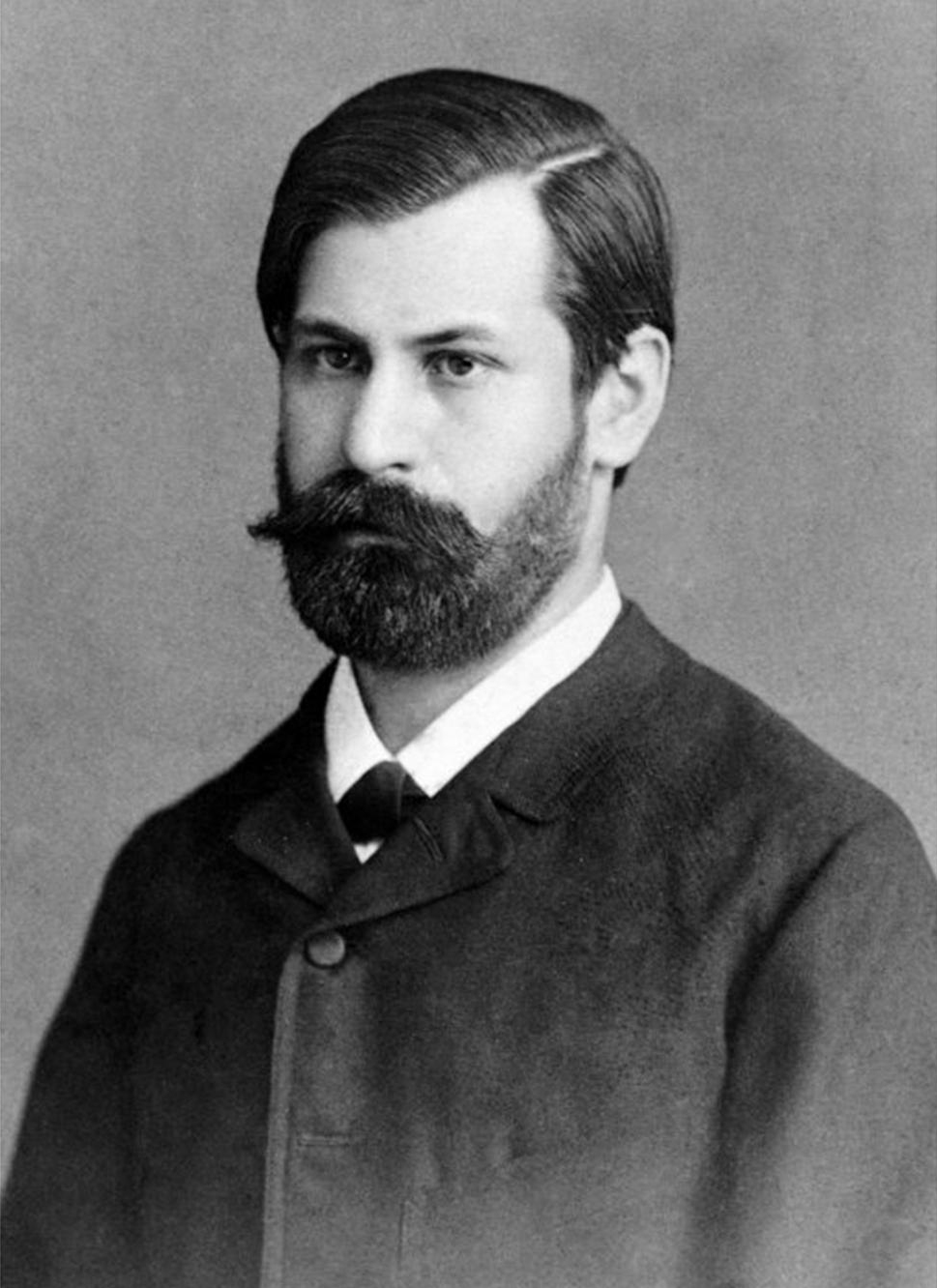
Sigmund Freud.
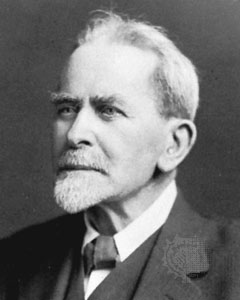
James Frazer.
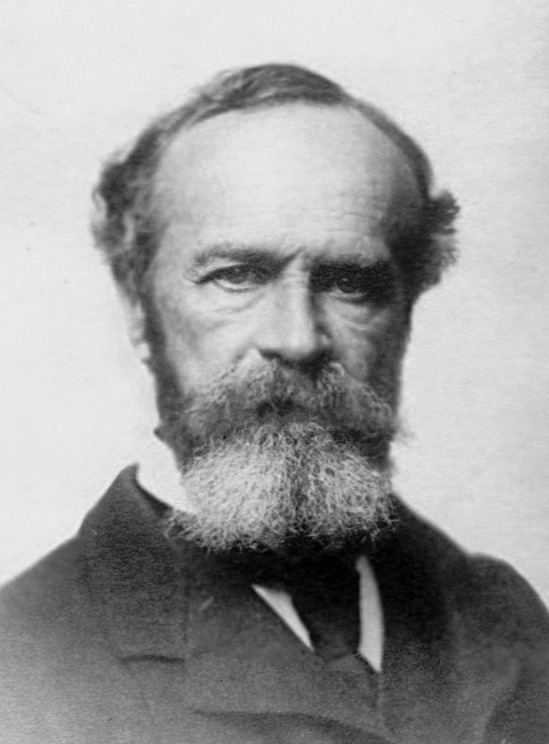
William James.
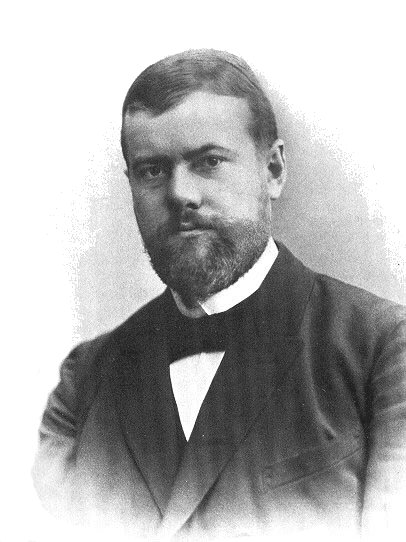
Max Weber.
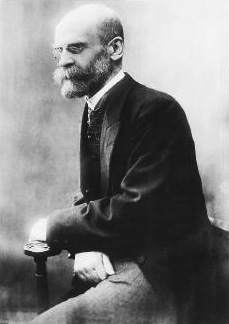
Émile Durkheim.

## Ciencias de la religión
Aunque generalmente el uso del singular y del plural en la denominación de la disciplina no marca una diferencia significativa, a veces se utiliza de manera intencional para distinguir entre la disciplina en su totalidad y sus subcategorías. En este sentido, la ciencia de la religión considerada como una disciplina unificadora busca estudiar el fenómeno religioso en su totalidad (enfoque holístico) y llegar a conclusiones generales, mientras que cada una de las ciencias de la religión entendidas como subdisciplinas adopta un enfoque particular y diferenciado.

### Historia de la religión
La historia de las religiones engloba las investigaciones sobre la historicidad de personajes y eventos religiosos, siendo enriquecida por los descubrimientos arqueológicos. Además, aborda aspectos cuantitativos relacionados con la evolución de las religiones, así como la historia de las doctrinas y los problemas doctrinales. Sin embargo, no se ocupa de las cuestiones teológicas en sí mismas, más allá de su posible significado e impacto histórico.

### Sociología de la religión
La sociología de la religión se ocupa de la relación dialéctica entre la religión y la sociedad; las prácticas, antecedentes históricos, desarrollos, temas universales y roles de la religión en la sociedad. Hay un énfasis particular en el papel recurrente de la religión en todas las sociedades ya lo largo de la historia registrada. La sociología de la religión se distingue de la filosofía de la religión en que no se propone evaluar la validez de las creencias religiosas, aunque el proceso de comparar múltiples dogmas en conflicto puede requerir lo que Peter L. Berger ha descrito como ateísmo metodológico inherente. Mientras que la sociología de la religión difiere ampliamente de la teología al asumir la invalidez de lo sobrenatural, los teóricos tienden a reconocer la sociocultural de la práctica religiosa.
La sociología de la religión también se ocupa de cómo la religión impacta en la sociedad con respecto a lo positivo y lo negativo de lo que sucede cuando la religión se mezcla con la sociedad. Teóricos como Marx afirman que la religión es el opio del pueblo, expresando la idea de que la religión se ha convertido en una forma para que las personas se enfrenten a sus problemas. Al menos un estudio completo refuta esta idea. La investigación ha encontrado que las democracias seculares como Francia o Escandinavia superan a las democracias más teístas en varias medidas de salud social. Los autores explican: «Las preguntas apremiantes incluyen las razones, ya sean teístas o no teístas, por las que los Estados Unidos excepcionalmente ricos son tan ineficientes que están experimentando un grado mucho mayor de angustia social que las democracias prósperas menos religiosas y menos ricas. Por el contrario, ¿cómo ¿Estos últimos logran una salud social superior mientras tienen pocos valores o instituciones religiosas?»

### Antropología de la religión
La antropología de la religión concierne el estudio de las necesidades básicas del hombre que son satisfechas por la religión. También se suele hablar de la antropología cultural de la religión que englobaría el estudio de los rituales,  de las creencias, del arte religioso y de las prácticas piadosas.

### Psicología de la religión
William James fue uno de los primeros que estableció la existencia de interacciones entre psicología y religión. Sigmund Freud, Alfred Adler, Carl Jung y Erich Fromm figuran entre los pensadores más prominentes de esta disciplina. Algunas cuestiones estudiadas por la psicología de la religión son el origen de la actitud y del sentimiento religioso, la naturaleza de la conversión religiosa, la toma de decisiones en aspectos vinculados a la religión y los factores psicológicos operantes en la evaluación de tesis religiosas, así como las patologías vinculadas a la religión.

### Economía de la religión
Las encuestas de Gallup han revelado que los países más pobres del mundo suelen ser los más religiosos. En aquellos países con ingresos per cápita promedio inferiores a $2000, el 95 % de la población informó que la religión desempeñaba un papel importante en su vida diaria. En contraste, el promedio en los países más ricos, con ingresos superiores a $25 000, es del 47 % (sin embargo, Estados Unidos rompe esta tendencia al reportar un 65 %). Los científicos sociales han sugerido que la religión cumple una función significativa en las naciones más pobres, ayudando a las personas a sobrellevar su situación. The New York Times ofrece un gráfico que ilustra la correlación (aunque no necesariamente la causalidad) entre religión y pobreza.

### Geografía de la religión
La geografía de la religión se centra principalmente en los aspectos espaciales de la práctica «manifestación» religiosa. En las décadas de 1960 y 1970, los geógrafos de la religión como Wilbur Zelinsky y David Sopher estuvieron vinculados principalmente a la escuela de Berkeley de geografía cultural, enfocándose en las manifestaciones culturales de la religión en el paisaje. Desde el cambio hacia la nueva geografía cultural de la religión, influenciada por el trabajo de James Duncan sobre la ciudad como texto, los geógrafos de la religión han explorado lo que Lily Kong ha denominado la política y poética de la religión, especialmente en relación con las geografías políticas de la religión en estados-nación seculares. El interés más reciente en la geografía de la religión se ha enfocado en cómo los practicantes religiosos generan espacios sagrados a través de sus prácticas encarnadas, así como en la interacción entre la religión y la geopolítica.

### Politología de la religión
La politología de la religión emerge como una de las disciplinas más jóvenes dentro de la politología, establecida en las últimas décadas del siglo XX. Podría definirse como aquella rama de la politología que investiga el impacto de la religión en la política y viceversa, con un énfasis particular en las relaciones entre los actores políticos y las comunidades religiosas. Esta disciplina abarca el estudio de todo aquello que tenga contenido y/o consecuencias políticas en las doctrinas y prácticas religiosas, así como en las actitudes de los actores políticos hacia la religión.

### Ley y religión
Vogel señala que en la década de 1970 surgió un nuevo enfoque en el campo de ley y religión, el cual ha ido desarrollando gradualmente su propia contribución a los estudios religiosos. En 1983 se formaron más de una docena de organizaciones y comités académicos, y ese mismo año se publicó por primera vez el Journal of Law and Religion, seguido por la inauguración del Ecclesiastical Law Journal en 1999. Durante las últimas décadas se han establecido numerosos departamentos y centros en todo el mundo. 
Hasta 2012, las principales organizaciones de derecho y religión en los Estados Unidos contaban con 500 profesores de derecho, 450 politólogos y especialistas en diversos campos como historia y estudios religiosos. Entre 1985 y 2010, se publicaron alrededor de 750 libros y 5000 artículos académicos en este campo. Los académicos no solo se centran en cuestiones legales estrictas sobre la libertad religiosa o el no establecimiento, sino también en el estudio de las religiones tal como son calificadas a través de discursos judiciales o entendimientos legales sobre fenómenos religiosos.
Los expertos analizan el derecho canónico, el derecho natural y el derecho estatal, a menudo desde una perspectiva comparativa. Han explorado temas de la historia occidental relacionados con el cristianismo, la justicia y la misericordia, el gobierno y la equidad, la disciplina y el amor. Entre los temas de interés común se encuentran el matrimonio, la familia y los derechos humanos. Además del cristianismo, los académicos han examinado las interrelaciones entre la ley y la religión en el Medio Oriente musulmán y la Roma pagana.

### Aproximaciones literarias
Existen diversos enfoques para el estudio de los textos sagrados. Uno de ellos consiste en interpretar el texto como una obra literaria. En este enfoque, se analizan la metáfora, los elementos temáticos, así como la naturaleza y las motivaciones de los personajes. Un ejemplo representativo de este enfoque es God: A Biography de Jack Miles.

### Abordajes neurológicos
El lóbulo temporal ha sido objeto de interés y se le ha denominado el «centro de Dios» del cerebro (Ramachandran, cap. 9). Sin embargo, los hallazgos neurológicos sobre la experiencia religiosa no son ampliamente aceptados dentro de los estudios religiosos. Investigadores científicos han utilizado un escáner SPECT para analizar la actividad cerebral tanto en contemplativos cristianos como en meditadores budistas, encontrando similitudes significativas entre ambos grupos.

### Religión y cine
Los primeros escritos serios sobre la interfaz entre la religión y el cine aparecieron en el trabajo de críticos de cine como Jean Epstein en la década de 1920.
El tema ha ganado popularidad entre los estudiantes y se considera que tiene especial relevancia dada la omnipresencia del cine en la cultura moderna. Los enfoques para el estudio de la religión y el cine difieren entre los académicos; Los enfoques funcionalistas, por ejemplo, ven el cine como un lugar en el que se manifiesta la religión, mientras que los enfoques teológicos examinan el cine como un reflejo de la presencia de Dios en todas las cosas.

### Origen de la religión
El origen de la religión se refiere al surgimiento del comportamiento religioso en la prehistoria, antes de los registros escritos.

## Metodologías
Se han utilizado diversas metodologías para el estudio del fenómeno religioso. Las metodologías son modelos interpretativos que suministran una estructura para el análisis.

### Fenomenología
La fenomenología es posiblemente el enfoque más influyente para el estudio de la religión en el siglo XX. (Perdiz) El término se encuentra por primera vez en el título de la obra del influyente filósofo del idealismo alemán, Georg Wilhelm Friedrich Hegel, titulado Fenomenología del espíritu. La fenomenología había sido practicada mucho antes de que Edmund Husserl, a quien se considera su fundador, la explicitara como método filosófico. Sin embargo, en el contexto de la fenomenología de la religión, el término fue utilizado por primera vez por Pierre Daniel Chantepie de la Saussaye en su obra Lehrbuch der Religionsgeschichte («Libro de texto de historia de la religión», 1887). La fenomenología de Chantepie catalogó las características observables de la religión de manera muy similar a como un zoólogo clasificaría a los animales o un entomólogo clasificaría a los insectos.
En parte debido a la influencia de Husserl, la fenomenología llegó a referirse a «un método que es más complejo y reclama más por sí mismo que la mera catalogación de hechos de Chantepie». (Partridge) Husserl argumentó que el fundamento del conocimiento es la conciencia. Reconoció «cuán fácil es que las creencias e interpretaciones previas influyan inconscientemente en el pensamiento de uno, el método fenomenológico de Husserl buscaba dejar de lado todas estas presuposiciones e interpretaciones». (Partridge) Husserl introdujo el término visión eidética para describir la capacidad de observar sin creencias e interpretaciones previas que influyan en la comprensión y la percepción.
Su otra gran aportación conceptual es la idea de la Epojé: dejar de lado las cuestiones metafísicas y observar los fenómenos en sí mismos, sin prejuicios ni compromisos por parte del investigador. La Epojé, también conocida como reducción o paréntesis fenomenológico, implica abordar un fenómeno o fenómenos desde un punto de vista neutral, en lugar de con nuestras propias actitudes particulares. Al realizar esta reducción, cualquier fenómeno o fenómenos que abordamos se entienden en sí mismos, en lugar de desde nuestras propias perspectivas. En el campo de los estudios religiosos, un defensor contemporáneo del método fenomenológico es Ninian Smart. Sugiere que deberíamos realizar la Epojé como un medio para participar en estudios transculturales. Al hacerlo, podemos tomar las creencias, símbolos, rituales, etc. del otro desde su propia perspectiva, en lugar de imponerle la nuestra. Otro erudito anterior que emplea el método fenomenológico para estudiar la religión es Gerardus van der Leeuw. En su Religión en esencia y manifestación (1933), describe cómo debería ser una fenomenología de la religión:
- En primer lugar, argumenta van der Leeuw, el estudiante de religión necesita clasificar los fenómenos religiosos en distintas categorías: sacrificio, sacramento, espacio sagrado, tiempo sagrado, palabra sagrada, fiestas y mito.
- En segundo lugar, los académicos necesitan interpolar los fenómenos en sus propias vidas. Es decir, necesitan empáticamente (Einfühlung) tratar de comprender la religión desde dentro... La vida examinada por el estudioso de los estudios religiosos, insiste van der Leeuw, necesita adquirir su lugar en la vida del estudiante mismo que debe entenderlo desde su ser interior.
- En tercer lugar, van der Leeuw destaca quizás el principio fenomenológico fundamental, a saber, la época, la suspensión de los juicios de valor y la adopción de una postura neutral.
- En cuarto lugar, los académicos deben aclarar cualquier relación estructural aparente y dar sentido a la información. Al hacerlo, avanzan hacia una comprensión holística de cómo se relacionan y funcionan juntos los diversos aspectos de una religión.
- En quinto lugar, esto conduce naturalmente a una etapa en la que todas estas actividades, emprendidas juntas y simultáneamente, constituyen una comprensión genuina [Verstehen]: la 'realidad' caótica y obstinada se convierte así en una manifestación, una revelación (visión eidética).
- En sexto lugar, habiendo alcanzado así esta comprensión general, existe una necesidad continua de asegurarse de que concuerde con la investigación actualizada de otras disciplinas, como la arqueología, la historia, la filología, etc. Para van der Leeuw, como para otros fenomenólogos, la verificación continua de los propios resultados es crucial para el mantenimiento de la objetividad académica. Para evitar la degeneración en fantasía, la fenomenología debe alimentarse siempre de hechos.
- Finalmente, habiendo pasado por las seis etapas anteriores, el fenomenólogo debe estar lo más cerca posible de una comprensión del 'significado' de los fenómenos religiosos estudiados y estar en posición de relacionar su comprensión con otros.

La subjetividad inherente al estudio fenomenológico de la religión dificulta enormemente la comprensión completa y comprensiva. Sin embargo, los fenomenólogos tienen como objetivo separar su estudio formal de la religión de su propia cosmovisión teológica y eliminar, en la medida de lo posible, cualquier sesgo personal (por ejemplo, un fenomenólogo cristiano evitaría estudiar el hinduismo a través de la lente del cristianismo).
Hay una serie de actitudes tanto teóricas como metodológicas comunes entre los fenomenólogos:
- Los fenomenólogos tienden a oponerse a la aceptación de las cuestiones inobservables y de los grandes sistemas erigidos en el pensamiento especulativo;
- Los fenomenólogos tienden a oponerse al naturalismo (también llamado objetivismo y positivismo), que es la cosmovisión que surge de la ciencia natural y la tecnología modernas que se ha estado extendiendo desde el norte de Europa desde el Renacimiento;
- Hablando positivamente, los fenomenólogos tienden a justificar la cognición (y algunos también la evaluación y la acción) con referencia a lo que Edmund Husserl llamó Evidenz, que es la conciencia de un asunto en sí mismo revelado de la manera más clara, distinta y adecuada para algo de su tipo;
- Los fenomenólogos tienden a creer que no sólo los objetos de los mundos natural y cultural, sino también los objetos ideales, como los números, e incluso la vida consciente misma pueden hacerse evidentes y, por lo tanto, conocidos;
- Los fenomenólogos tienden a sostener que la investigación debe centrarse en lo que podría llamarse «encuentro», ya que se dirige a los objetos y, correlativamente, en «objetos tal como se encuentran» (esta terminología no es muy compartida, pero el énfasis en una doble problemática y el enfoque reflexivo que requiere es);
- Los fenomenólogos tienden a reconocer el papel de la descripción en términos universales, a priori o «eidéticos» como anterior a la explicación por medio de causas, propósitos o fundamentos; y
- Los fenomenólogos tienden a debatir si lo que Husserl llama la época fenomenológica trascendental y la reducción es útil o incluso posible.

Muchos estudiosos de los estudios religiosos argumentaron que la fenomenología era «el método distintivo de la disciplina».
En 2006, el fenomenólogo de la religión Thomas Ryba señaló que este enfoque del estudio de la religión había «entrado en un período de inactividad».
Los enfoques fenomenológicos fueron en gran parte taxonómicos, y Robert A. Segal afirmó que equivalía a «no más que la recopilación de datos» junto con «la clasificación de los datos recopilados».

### Funcionalismo
El funcionalismo referido al análisis de las religiones y sus diversas comunidades se sirve de la idea de función  como instrumento de interpretación de las creencias.
Un ejemplo del enfoque funcionalista sería la explicación de las restricciones alimentarias contenidas en el Pentateuco a través su función de salvaguardar la salud pública o en tanto que catalizador de identificación social, acrecentando el sentimiento pertenencia a un grupo por medio de prácticas y rituales comunes, de forma similar a los distintos tipos de tabú existentes en muchas culturas y estudiados por la antropología cultural o la psicología (desde Freud).

### Religión vivida
La religión vivida proporciona un marco etnográfico holístico para comprender las creencias, prácticas experiencias cotidianas de las personas religiosas y espirituales en el ámbito de los estudios religiosos. Este término se deriva de la tradición francesa de sociología de la religión conocida como «la religion vécue».
El concepto de religión vivida fue popularizado a finales del siglo XX por eruditos de estudios religiosos como Robert A. Orsi «David Hall». El estudio de la religión vivida ha llegado a abarcar una amplia gama de áreas temáticas como medio para explorar lo que hace a una persona religiosa y lo que cree. Actualmente, el campo de la religión vivida se está expandiendo para incluir diversos temas académicos.

## Estudios religiosos y teología
La filosofía occidental de la religión, como ancestro básico de los estudios religiosos modernos, se diferencia de la teología y de las muchas tradiciones filosóficas orientales por estar escrita generalmente desde la perspectiva de un tercero. El erudito no necesita ser un creyente. La teología contrasta con la filosofía de la religión y los estudios religiosos en que, en general, el erudito es ante todo un creyente que emplea tanto la lógica como las escrituras como evidencia. La teología según este entendimiento encaja con la definición que Anselmo de Canterbury le dio en el siglo XI, credo ut intelligam, o entendimiento que busca la fe (literalmente, «Creo para poder entender») . Tradicionalmente se consideraba que el teólogo tenía la tarea de hacer inteligibles o clarificar los compromisos religiosos. Sin embargo, muchos estudiosos contemporáneos de la teología no asumen tal dicotomía. En cambio, los académicos ahora entienden la teología como una metodología en el estudio de la religión, un enfoque que se enfoca en el contenido religioso de cualquier comunidad que puedan estudiar. Esto incluye el estudio de sus creencias, literatura, historias y prácticas.

## Crítica
Un grupo de académicos ha cuestionado los estudios religiosos desde la década de 1990, argumentando que en realidad constituyen un proyecto teológico que impone puntos de vista a las personas que se pretende estudiar. Voces prominentes en esta perspectiva crítica incluyen a Jonathan Z. Smith, Timothy Fitzgerald, Talal Asad, Tomoko Masuzawa, Geoffrey A. Oddie, Richard E. King, Russell T. McCutcheon y Daniel Dubuisson. Sus áreas de investigación se superponen en gran medida con los estudios poscoloniales.
En 1998, Jonathan Z. Smith escribió un capítulo en Términos críticos para los estudios religiosos, donde trazó la historia del término «religión» y argumentó que la comprensión contemporánea de la religión mundial es un constructo moderno cristiano y europeo, con sus raíces en la expansión colonial europea del siglo XVI. Por otro lado, Timothy Fitzgerald argumentó en 2000 que la religión comparada del siglo XX en realidad ocultaba una agenda teológica que distorsionaba las prácticas de las sociedades no occidentales e interpretaba dichas prácticas según normas cristianas. Fitzgerald sostiene que esta agenda teológica aún persiste, sin ser superada por los esfuerzos más recientes en los estudios religiosos para trascender la comparación religiosa.